# Stadtheide (Paderborn)

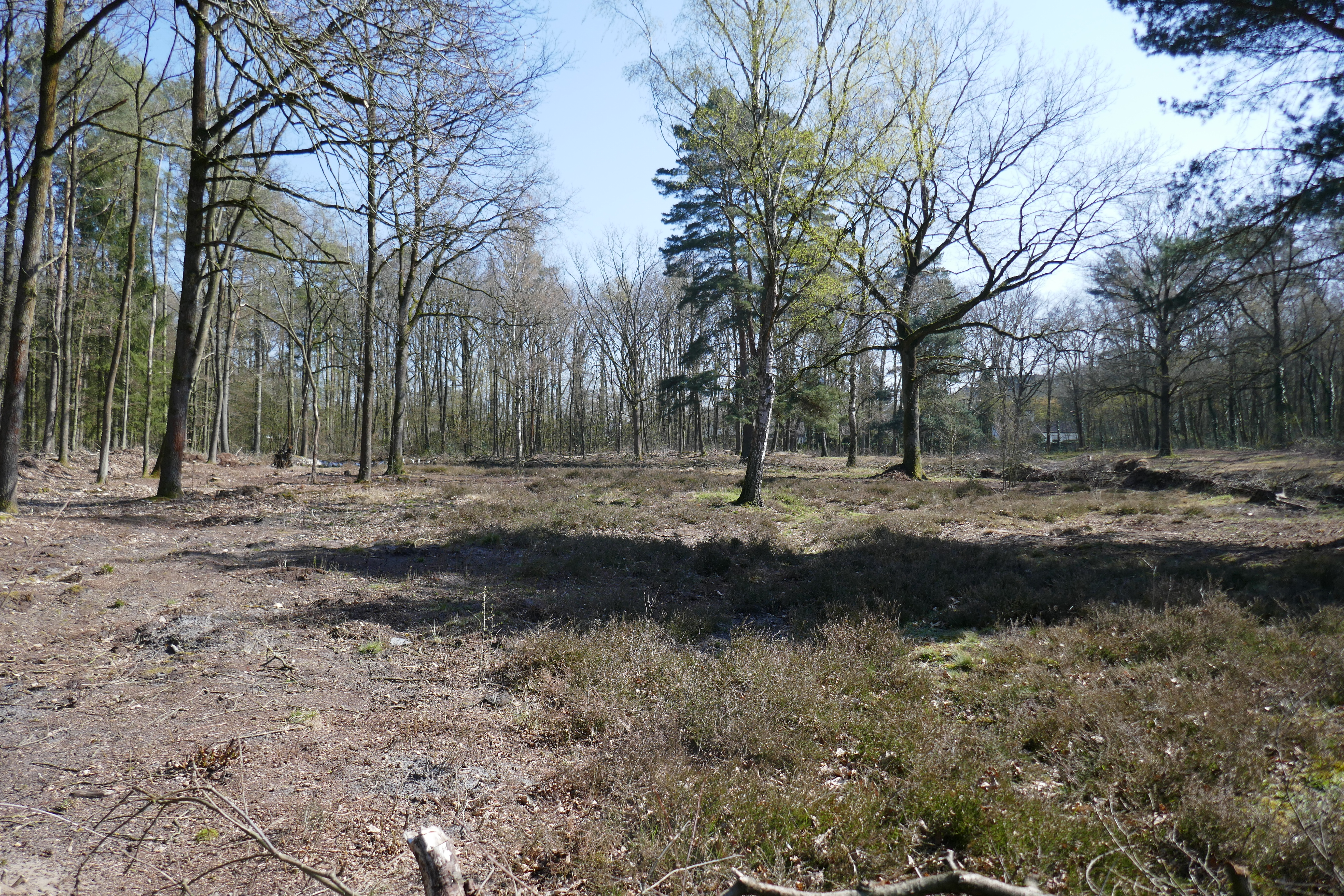
Stadtheide in Paderborn

Die Stadtheide ist ehemaliges Naturschutzgebiet in Paderborn, das seit 1999 als geschützter Landschaftsbestandteil ausgewiesen ist.

## Allgemeines
Das 2,5 ha große Gelände wurde 1937 auf Initiative des Westfälischen Heimatbundes unter Naturschutz gestellt. Es liegt in 100 m Meereshöhe am südlichen Rand der Senne im Winkel zwischen Lippe und Pader. Nur wenige hundert Meter Luftlinie entfernt liegen die Paderborner Fischteiche. Die Stadtheide stellt das letzte größere Heidegebiet im Bereich der Stadt Paderborn dar. Der sandige, nährstoffarme Untergrund, der von schwarzbrauner Orterde durchsetzt wird, ist stellenweise zu niedrigen Dünenwellen aufgeweht. Früher soll das Gebiet etwas feuchter gewesen sein. Schon kurz nach der Unterschutzstellung zeigte sich, dass die Fläche als Heideschutzgebiet viel zu klein dimensioniert war. Durch das Aufkommen von Bäumen und Gebüschen hatte sich ihr Charakter bald völlig verändert.

## Flora und Vegetation
Die ehemals offene, vor allem aus Besenheide (Calluna vulgaris) bestehende Heidefläche ist heute stark von Waldkiefern (Pinus sylvestris), Hängebirken (Betula pendula) und Stieleichen (Quercus robur) durchsetzt. Ein großes Problem stellt die Spätblühende Traubenkirsche (Prunus serotina) dar, die sich in den vergangenen Jahren stark ausgebreitet hat und nur mit großem Aufwand wieder entfernt werden kann. In der Krautschicht wachsen Pfeifengras (Molinia caeruela), Rotes Straußgras (Agrostis capillaris), Kleiner Sauerampfer (Rumex acetosella) und Harzer Labkraut  (Galium saxatile L.).
Zu den floristischen Besonderheiten gehören bzw. gehörten (Angaben, sofern nicht anders angegeben nach dem von Greenpeace Paderborn herausgegebenen Flyer zur Stadtheide, Stand Januar 2018):
- Berg-Sandglöckchen (Jasione montana)[4]
- Doldiges Habichtskraut (Hieracium umbellatum)
- Dreizahn (Danthonia decumbens)
- Englischer Ginster (Genista anglica)[5]
- Frühlings-Spark (Spergula morisonii)
- Haar-Ginster (Genista pilosa)
- Kahler Bauernsenf (Teesdalia nudicaulis)
- Sparrige Binse (Juncus squarrosus)

1930 wurde im Bereich des Naturschutzgebietes der in Westfalen nicht einheimische Sumpfporst  (Rhododendron tomentosum) angepflanzt. Dieses Vorkommen ist jedoch längst erloschen.

## Pflegemaßnahmen
Das Gebiet, das unter starkem Besucherdruck zu leiden hat, wird seit 2015 von Greenpeace betreut und gepflegt. Um der zunehmenden Verbuschung Einhalt zu gebieten, wird die Stadtheide mit Heidschnucken und Ziegen beweidet. Zu diesem Zweck wurde Anfang 2023 ein Zaun errichtet, der für die Zeit der Beweidung geschlossen bleibt. Ansonsten ist die Heidefläche für Spaziergänger auch weiterhin zugänglich.